# Kosmos 369
O Kosmos 369 (em russo: Космос 369) também denominado DS-P1-Yu Nº 36, foi um satélite artificial soviético lançado ao espaço com sucesso no dia 27 de junho de 1970 através de um foguete Kosmos-2I a partir do Cosmódromo de Plesetsk.

## Características
O Kosmos 369 foi o trigésimo sexto membro da série de satélites DS-P1-Yu e o trigésimo terceiro lançado com sucesso após o fracasso dos lançamentos do segundo, do vigésimo terceiro e do trigésimo segundo membros da série. Sua missão era auxiliar sistemas antissatélites e antimíssil soviéticos.
O Kosmos 369 foi injetado em uma órbita inicial de 534 km de apogeu e 278 km de perigeu, com uma inclinação orbital de 71 graus e um período de 92,3 minutos. Reentrou na atmosfera terrestre em 22 de janeiro de 1971.